# سامية محسن
سامية محسن ممثلة مصرية، عملت في أدوار مساعدة في الكثير من أفلام السينما المصرية أولها كان عام 1952 في فيلم (قليل البخت). شاركت في الكثير من الأفلام أبرزها: (السعد وعد) و(قلوب حائرة) و(الجريمة والعقاب) و(أخطر رجل في العالم) و(دعوة للحياة) و(تحت التهديد)، بالإضافة إلى مسلسل (رأفت الهجان) ج2. وشاركت في مسرحية (روبابيكيا). قد لا يعرفها الكثيرين ولكنها شاركت في أدوار ثانوية منذ بداية الاربعينيات ،اعتزلت التمثيل في منتصف التسعينيات.